# Serra da Rajada (Rio Grande do Norte)

Serra da Rajada é uma serra localizada próximo à BR-427 na divisa entre os municípios de Acari e Carnaúba dos Dantas,na Microrregião do Seridó Oriental no estado  Rio Grande do Norte.Sua altitude varia entre 400m a 500m até cume.